# Saint-Cybardeaux

Saint-Cybardeaux este o comună în departamentul Charente, Franța. În 1 ianuarie 2022 avea o populație de 796 de locuitori.